# АЭС Катоба
АЭС Катоба (англ. Catawba Nuclear Station) — действующая атомная электростанция на востоке США.
Станция расположена на берегу озера Уайли в округе Йорк штата Южная Каролина.
В фантастическом рассказе писателя Р. Ш. Тлеужа «Последний Ярс» по АЭС «Катоба» и ещё по двум АЭС наносится ядерный удар.
В 1989 году делегации Запорожской АЭС и АЭС Катоба провели двухнедельные визиты по обмену опытом.

## Информация об энергоблоках
| Энергоблок | Тип реакторов            | Мощность | Мощность | Начало строительства | Физпуск    | Подключение к сети | Ввод в эксплуатацию | Закрытие |
| Энергоблок | Тип реакторов            | Чистый   | Брутто   | Начало строительства | Физпуск    | Подключение к сети | Ввод в эксплуатацию | Закрытие |
| ---------- | ------------------------ | -------- | -------- | -------------------- | ---------- | ------------------ | ------------------- | -------- |
| Катоба-1   | PWR, W (4-loop) (ICECND) | 1146 МВт | 1188 МВт | 01.05.1974           | 07.01.1985 | 22.01.1985         | 29.06.1985          | —        |
| Катоба-2   | PWR, W (4-loop) (ICECND) | 1146 МВт | 1188 МВт | 01.05.1974           | 08.05.1986 | 18.05.1986         | 19.08.1986          | —        |